# Triều đại Jagiellon

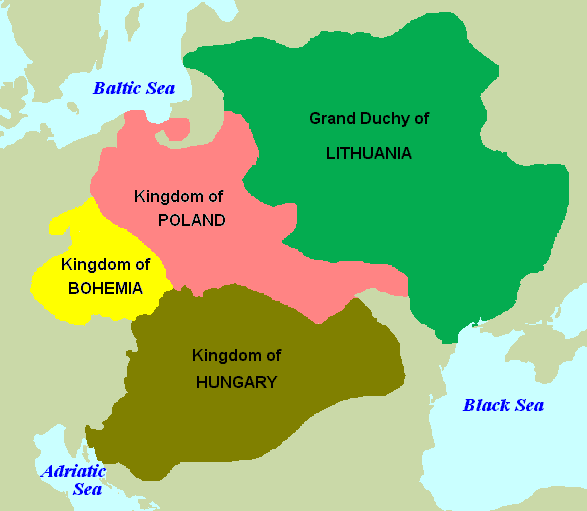
Vào cuối thế kỷ 15, triều đại Jagiellon cai trị một vùng lãnh thổ từ biển Baltic đến biển Đen và biển Adriatic.

Triều đại Jagiellon là một vương triều được thành lập khi Đại Công tước của Litva là Jogaila (tên rửa tội năm 1386 là Władysław) kết hôn với nữ vương Jadwiga của Ba Lan, và được kế vị ngai Vua của Ba Lan, trở thành Władysław II Jagiełło. Sau cuộc hôn nhân, nữ hoàng nhường ngôi cho chồng và Władysław II lấy họ của mình là Jogaila đặt tên cho triều đại mới là Jagiellon. Vương triều này đưa Ba Lan là vương quốc cực thịnh, và Ba Lan trở thành "trung tâm của châu Âu" suốt từ thế kỷ XVI - XVIII. Vương triều này đã cai trị Ba Lan (1386–1572), Đại vương công Lietuva (1377–1392 và 1440–1572), Vua Hungary (1440–1444 va 1490–1526), và vua Bohemia (1471–1526).

## Các vua triều Jagiellon

Gia tộc Jagiellon

| Chân dung   | Tên                      | Sinh        | Mất  | Trị vì                             | Phối ngẫu                                                                  |
| ----------- | ------------------------ | ----------- | ---- | ---------------------------------- | -------------------------------------------------------------------------- |
| không khung | Władysław II Jagiełło    | khoảng 1362 | 1434 | 1386-1434                          | Jadwiga của Ba Lan Anne của Cilli Elisabeth của Pilica Sophia của Halshany |
|             | Władysław III của Ba Lan | 1424        | 1444 | 1434-1444 Ba Lan 1440-1444 Hungary | không                                                                      |
|             | Casimir IV Jagiellon     | 1427        | 1492 | 1447-1492                          | Elisabeth của Áo                                                           |
|             | John I Albert            | 1459        | 1501 | 1492-1501                          | không                                                                      |
|             | Alexander I Jagiellon    | 1461        | 1506 | 1501-1506                          | Helena của Moscow                                                          |
|             | Zygmunt I của Ba Lan     | 1467        | 1548 | 1507-1548                          | Barbara Zápolya Bona Sforza                                                |
|             | Zygmunt II của Ba Lan    | 1520        | 1572 | 1530/1548-1572                     | Elisabeth của Áo Barbara Radziwiłł Catherine of Austria                    |